# Haptopoda
Haptopoda (syn.: Haptopodida) – wymarły rząd stawonogów z gromady pajęczaków. Takson jest monotypowy. Należy tu jeden gatunek, Plesiosiro madeleyi, tworzący rodzaj Plesiosiro i rodzinę Plesiosironidae. P. madelyei został opisany na podstawie ośmiu okazów pochodzących z górnego karbonu. Dokonał tego Pocock w 1911 roku w swojej monografii karbońskich pajęczaków brytyjskich. Oryginalne skamieniałości były następnie szczegółowo redeskrybowane przez Aleksandra Pietrunkiewicza w 1949 roku oraz Jasona A. Dunlopa w 1999 roku. 
Doniesienia o odkryciu Haptopoda w warstwach karbońskich hrabstwa Lancashire wynikały z błędnego oznaczenia.

## Pokrewieństwo
Relacje z innymi rzędami pajęczaków są niejasne. Rewizje potwierdzają, że Haptopoda powinny mieć rangę osobnego rzędu. Współczesne studia nad pajęczakami wstępnie rozpoznają grupę Schizotarsata Shultz, 2007, obejmującą Haptopoda, tępoodwłokowce, biczykoodwłokowce i rozłupnogłowce. Ich wspólną cechą jest podzielona stopa.

## Nazwa
Nazwa rzędu Haptopoda pochodzi od starogreckich wyrazów haptos oznaczającego namacalny i podos oznaczającego stopa. Nawiązuje ona do wydłużonej pierwszej pary odnóży wyposażonej w rozdzielone końcówki, która mogła służyć za narząd zmysłu dotyku.
Nazwa rodzajowa Plesiosiro oznacza blisko Siro. Siro to rodzaj kosarzy należący do ich najprymitywniejszego podrzędu, Cyphophthalmi, do których to Haptopoda nawiązują ogólnym planem budowy ciała.